# فريدريك بيلد
فريدريك بيلد (بالسويدية: Fredrik Bild)‏ هو لاعب كرة قدم سويدي في مركز الدفاع، ولد في 25 يونيو 1974 في Växjö Parish ‏ في السويد. لعب مع نادي أوسترس ونادي نورشوبينغ.

## وصلات خارجية
- فريدريك بيلد على موقع اتحاد السويد (السويدية)
- فريدريك بيلد على موقع قاعدة بيانات كرة القدم.إي يو (الإنجليزية)